# Estado soberano

Mapa político con los estados soberanos del mundo.

Estados soberanos miembros de las Naciones Unidas.

Un Estado soberano, según la legislación internacional, es una entidad jurídica representada por un gobierno centralizado que tiene soberanía sobre una determinada área geográfica. Las leyes internacionales definen a los Estados soberanos por cuatro condiciones fundamentales: poseer una población permanente, un territorio definido, un gobierno y la capacidad de establecer relaciones con otros Estados soberanos. Teóricamente también se considera que un Estado soberano no depende ni está sometido a cualquier otro Estado o poder político superior.
La existencia o la desaparición de un Estado es una cuestión de hecho. Mientras que según la teoría declarativa de los Estados, un Estado soberano puede existir sin ser reconocido por otros Estados soberanos, los Estados no reconocidos a menudo encuentran grandes dificultades para suscribir tratados internacionales en igualdad de condiciones y para establecer relaciones diplomáticas plenas con otros Estados soberanos.

## Origen de los Estados
Los Estados surgieron cuando las personas "transfirieron gradualmente su lealtad de un soberano individual (como un rey, un duque, o un príncipe) a una entidad política territorial intangible, el Estado".

## El concepto de soberanía tras la Paz de Westfalia
Tras la Paz de Westfalia en 1648, se impuso el concepto moderno de Estado-nación, basado en la plena soberanía de cada Estado sobre su territorio (donde es independiente de la influencia de otros Estados), dándose su forma inicial al sistema internacional de Estados que ha perdurado hasta la actualidad.
La soberanía es un término del que se abusa con frecuencia. Hasta bien entrado el siglo XIX, el concepto radicalizado de un «estándar de la civilización» fue utilizado rutinariamente para determinar que ciertos pueblos del mundo no eran «civilizados» porque carecían de sociedades organizadas. Esta posición quedó reflejada y se fundamentó en la idea de que ciertos pueblos carecían por completo de "soberanía", o al menos esta tenía un carácter inferior a la de los pueblos "civilizados". Lassa Oppenheim señaló que «Quizá no exista ninguna concepción política más controvertida que la del sentido de soberanía. Es un hecho indiscutible que esta concepción, desde el momento en que se introdujo en la ciencia política hasta el día de hoy, nunca ha tenido un significado que fuera aceptado universalmente.» En opinión de H. V. Evatt, miembro del Tribunal supremo de Australia, «La soberanía tampoco es una cuestión de hecho, ni una cuestión de ley, si no una cuestión que no se plantea en absoluto.»
Posteriormente, la soberanía ha asumido un significado diferente con el desarrollo del principio de autodeterminación y con el cuestionamiento de la amenaza o del uso de la fuerza como normas ius cogens del derecho internacional moderno. La Carta de las Naciones Unidas, el Borrador de la Declaración de los Derechos y los Deberes de los Estados, y los estatutos de distintas organizaciones internacionales regionales expresan el punto de vista de que todos los Estados son iguales jurídicamente, y que por lo tanto disfrutan de los mismos derechos y están sujetos a los mismos deberes, basándose en el mero hecho de su existencia como sujetos bajo el derecho internacional. El derecho de las naciones para determinar su propio sistema político y ejercitar la soberanía permanente dentro de los límites de sus jurisdicciones territoriales es ampliamente reconocido.
En ciencia política, la soberanía es normalmente definida como el atributo más esencial del Estado, en forma de su completa autosuficiencia en el marco de un cierto territorio, en el que ejerce su supremacía política con independencia de Estados extranjeros.
El sistema de soberanía estatal establecido tras la Paz de Westfalia, según Bryan Turner, supuso «una separación de hecho más o menos clara entre religión y Estado, y reconoció el derecho de los "príncipes" a "confesionalizar" el Estado, esto es, a determinar la afiliación religiosa de sus reinos en el principio pragmático de cuius regio, eius religio».
Este modelo de soberanía estatal ha sido posteriormente cuestionado como un sistema impuesto por el colonialismo occidental. La idea de subordinar la religión a la política, ha causado considerables problemas en el mundo islámico, porque conceptos como la «separación entre la religión y el Estado» o la «conciencia individual» no son generalmente reconocidos en el mundo islámico como parte de su sistema social.
Coloquialmente, los términos «país», «nación» y «Estado» suelen utilizarse como sinónimos; pero entendidos estrictamente, expresan conceptos distintos:
- País denota una región definida por elementos geográficos o por fronteras políticas.
- Nación denota un espacio poblado por una comunidad que considera que comparte costumbres, religión, lengua, orígenes, ascendencia o historia comunes. Aun así, los adjetivos nacional e internacional son frecuentemente utilizados para referirse a asuntos pertenecientes a lo que estrictamente se denominan Estados soberanos, como cuando se habla de la capital nacional, o de la ley internacional.
- Estado se refiere al conjunto de instituciones de gobierno y administrativas que tienen soberanía sobre un territorio y una población determinados. Los Estados soberanos cuentan con personalidad jurídica.

## Reconocimiento
El reconocimiento de un Estado significa la decisión de otros Estados soberanos para tratarlo también como un Estado soberano. El reconocimiento puede ser tanto expreso como implícito, y normalmente es retroactivo en sus efectos. No significa necesariamente el deseo de establecer o mantener relaciones diplomáticas.
No hay ningún principio que obligue a los miembros de la comunidad de naciones acerca de los criterios para el reconocimiento de un Estado soberano. En la práctica, los criterios son principalmente políticos, no legales. L.C. Green cita el reconocimiento de los nonatos Estados de Polonia y de Checoslovaquia durante la Primera Guerra Mundial, señalando que "desde entonces, el reconocimiento de un Estado soberano es un asunto discrecional, abierto a cualquier Estado existente para aceptar como estatado a cualquier otra entidad que desee, aun a costa de la existencia de un territorio o de un gobierno establecidos.".
Con todo, en derecho internacional, coexisten varias teorías sobre el reconocimiento de Estados soberanos.

### Teoría constitutiva
La teoría constitutiva de los Estados soberanos define un Estado como sujeto del derecho internacional, si y solo si está reconocido como soberano por otros Estados. Esta teoría de reconocimiento fue desarrollada en el siglo XIX. Según esta teoría, un Estado es soberano si otro Estado soberano lo reconoce como tal. Debido a ello, los nuevos Estados podrían no formar parte inmediatamente de la comunidad internacional ni estar sujetos a las leyes internacionales, e implícitamente se reconocía que las naciones ya establecidas no tuvieran que respetar el derecho internacional en sus relaciones con ellos. En 1815, el Congreso de Viena reconoció tan solo 39 Estados soberanos en el sistema diplomático europeo, quedando firmemente establecido que en el futuro los nuevos Estados tendrían que ser reconocidos por otros Estados, lo que significaba en la práctica el reconocimiento por una o más de las grandes potencias de la época.
Una de las críticas más importantes a esta ley es la confusión causada cuando algunos Estados reconocen una entidad nueva pero otros Estados no. Hersch Lauterpacht, uno de los principales ponentes de esta teoría, sugirió que fuese un deber de los Estados el otorgar el reconocimiento como una posible solución. Aun así, en la práctica un Estado puede utilizar cualquier criterio para juzgar si tendría que dar el reconocimiento o no, y no tiene obligación alguna de utilizar criterios prefijados. Muchos Estados solo reconocen a otros Estados si obtienen alguna ventaja de este hecho.

En 1912, L. F. L. Oppenheim dijo lo siguiente acerca de la teoría constitutiva:

El derecho internacional no dice que un Estado no exista mientras no sea reconocido, pero no tiene ninguna noticia de su existencia antes de su reconocimiento. Es solo y exclusivamente a través de su reconocimiento como un Estado adquiere Personalidad Internacional y pasa a ser Sujeto del Derecho Internacional.

### Teoría declarativa
Por contraste, la teoría declarativa de la condición de Estado soberano define un Estado como un sujeto del derecho internacional si cuenta con determinados elementos, es decir, si satisface los criterios siguientes: 1) un territorio definido; 2) una población permanente; 3) un gobierno y 4) una capacidad de establecer relaciones con otros Estados. Según la teoría declarativa, un Estado es soberano independientemente de su reconocimiento por otros Estados. El modelo declarativo fue expresado en la conocida Convención de Montevideo de 1933.
El Artículo 3 de la Convención de Montevideo declara que la condición política de Estado soberano es independiente del reconocimiento por otros Estados, y el nuevo Estado no está sujeto a la prohibición de defenderse a sí mismo. En contraste, como ya se ha indicado en los párrafos anteriores, el reconocimiento por otros Estados soberanos está considerado como un requisito imprescindible en la teoría constitutiva.
Una opinión similar sobre "las condiciones en las que una entidad constituye un Estado" está expresado en las Opiniones de la Unión Europea contenidas en la documentación del Comité de Arbitraje de Badinter, que sostiene que un Estado se define por tener un territorio, una población y una autoridad política.

### Práctica de los Estados
La práctica de los Estados en relación con el reconocimiento de otros nuevos Estados se sitúa habitualmente entre las opciones declarativas y las constitutivas, partiendo de la base de que el derecho internacional no obliga a un Estado a reconocer a otros Estados.
El reconocimiento se evita a menudo cuando un nuevo Estado se percibe como ilegítimo o su establecimiento supone la ruptura del derecho internacional. El casi universal no-reconocimiento por la comunidad internacional de la república de Rodesia (presidida por Ian Smith entre 1964 y 1978) o de Chipre del Norte son buenos ejemplos de este hecho. En el primer caso, el reconocimiento fue ampliamente negado cuando una minoría blanca usurpó el poder e intentó formar un Estado alineado con la Sudáfrica de la política racista del apartheid, un movimiento que el Consejo de Seguridad de las Naciones Unidas describió como la creación de un "régimen ilegal por una minoría racista". En el segundo caso, el reconocimiento fue ampliamente rechazado debido a que el Estado creado en Chipre del Norte fue el resultado de la invasión militar ilegal protagonizada por Turquía en 1974.

### Estadosde factoyde iure
La inmensa mayoría de los Estados soberanos lo son de iure y de facto (es decir, lo son legalmente y de hecho). Aun así, un Estado puede ser reconocido solo como un Estado de iure, como en el caso del gobierno legítimo de un territorio sobre el que no tiene control real. Por ejemplo, durante la Segunda Guerra Mundial, los gobiernos en el exilio de numerosos Estados europeos continentales mantuvieron relaciones diplomáticas con los Aliados, a pesar de que sus países estaban por entonces bajo la ocupación nazi. La OLP y la Autoridad Palestina reclaman que Palestina es un Estado soberano, una reivindicación reconocida por varios Estados, aunque el territorio permanece de facto bajo el control de Israel. Otras entidades pueden tener control de facto sobre un territorio pero carecen de reconocimiento internacional; estos pueden ser considerados por la comunidad internacional como Estados de facto únicamente. Están considerados Estados de iure solo según sus propias leyes y en su caso, por los Estados que los reconocen. Por ejemplo, Somalilandia es generalmente considerado como un Estado de este tipo. (véase la relación de Estados con reconocimiento limitado, donde figura una lista de las entidades con intención de ser universalmente reconocidas como Estados soberanos, pero que no tienen reconocimiento diplomático internacional).

## Relación entre Estado y gobierno
A pesar de que los términos "Estado" y "gobierno" suele emplearse de forma indistinta, el derecho internacional distingue entre una entidad estatal y su gobierno: por ejemplo, a un "gobierno en el exilio" le es aplicable nítidamente esta distinción. Los Estados son entidades jurídicas inmateriales, y estrictamente no se corresponen con ningún tipo de organización. Sin embargo, normalmente solo el gobierno de un Estado puede adquirir compromisos en su nombre, como, por ejemplo, en el caso de los tratados internacionales.

## Extinción de un Estado
En general, los Estados son entidades permanentes, aunque es posible su desaparición, ya sea de forma voluntaria o por la imposición de fuerzas exteriores, como en el caso de las conquistas militares. Dado que los Estados no son entidades jurídicas físicas, su extinción no se puede llevar a cabo mediante el uso exclusivo de la fuerza física. En la práctica, abolir un Estado requiere una serie de actos judiciales y sociales.

## Caracterización ontológica del Estado
La caracterización ontológica del Estado ha sido un tema de debate filosófico, especialmente acerca de si el Estado, una entidad inmaterial que nadie puede ver o tocar, realmente existe.

### El Estado como entidad "quasi abstracta"
Se ha argumentado que una razón potencial de la controversia acerca de la existencia de los Estados ha sido que no tienen un lugar claro en la tradicional dualidad platónica de lo concreto y lo abstracto. Característicamente, los objetos concretos son los que poseen una posición en el tiempo y en el espacio (de la que los Estados carecen, porque aunque sus territorios tienen una ubicación espacial, los Estados no son lo mismo que sus territorios); y los objetos abstractos son aquellos que no tienen posición ni en el tiempo ni en el espacio (los Estados tienen una posición en el tiempo, pues pueden ser creados en un determinado momento, y extinguirse en un tiempo futuro). Los objetos abstractos son intrínsecamente no-causales por completo, lo que tampoco es una de las características del Estado, desde el momento en que pueden actuar en el mundo real y pueden causar ciertos acontecimientos (aun así, solo a través de las acciones desempeñadas en su nombre por sus representantes). Por lo tanto, se ha razonado que los Estados pertenecen a una tercera categoría, lo "quasi abstracto", concepto que entronca con el área filosófica de la documentalidad, una teoría ontológica que analiza la función de los documentos para comprender por completo la realidad social. Los objetos quasi abstractos, como los Estados, pueden ser aprehendidos a través de sus actos documentales, y también pueden ser manipulables, como en el caso de las obligaciones derivadas de los tratados o cuando desaparecen como resultado de una guerra.
Los expertos en relaciones internacionales se dividen en dos escuelas diferentes respecto a su opinión sobre la caracterización ontológica del Estado: realistas y pluralistas. Los realistas sostienen que el mundo es el primero de los Estados, y que las relaciones interestatales y la identidad del Estado se definen antes que las relaciones internacionales con otros Estados. Por otro lado, los pluralistas creen que el Estado no es el actor único de las interacciones y las relaciones internacionales entre los estados, y que el Estado está compitiendo contra otros muchos actores.

### El Estado como "entidad espiritual"
Otra teoría de la ontología del Estado es que se trata de un ente espiritual o "entidad mística" con su ser propio, distinto al de los miembros del Estado. El filósofo idealista alemán Georg Hegel (1770-1831) fue quizás el más importante defensor de esta teoría. La definición hegeliana del estado es: "la Idea Divina como existe sobre la Tierra."

## Lecturas relacionadas
- Chen, Ti-chiang. The International Law of Recognition, with Special Reference to Practice in Great Britain and the United States. London, 1951.
- Crawford, James. The Creation of States in International Law. Oxford University Press, 2005. ISBN 0-19-825402-4, pp. 15–24.
- Lauterpacht, Hersch (2012). Recognition in International Law. Cambridge University Press.
- Raič, D. Statehood and the Law of Self-determination. Martinus Nijhoff Publishers, 2002. ISBN 978-90-411-1890-5. p 29 (with reference to Oppenheim in International Law Vol. 1 1905 p110)
- Schmandt, Henry J., and Paul G. Steinbicker. Fundamentals of Government, "Part Three. The Philosophy of the State" (Milwaukee: The Bruce Publishing Company, 1954 [2nd printing, 1956]). 507 pgs. 23 cm. LOC classification: JA66 .S35 https://lccn.loc.gov/54010666